# Кино през 2011 година
Това е списък на събития, свързани със киното през 2011 година.

## Събития

### Церемонии по връчване на награди
- 16 януари – 68-ите награди Златен глобус в Бевърли Хилс.
- 13 февруари – 64-тите награди на БАФТА в Лондон.
- 25 февруари – 36-ите награди Сезар в Париж.
- 26 февруари – 31-вите награди Златна малинка в Холивуд.
- 27 февруари – 83-тите награди Оскар в Лос Анджелис.
- 27 март – 16-ите награди Емпайър в Лондон.
- 23 юни – 37-ите награди Сатурн в Бърбанк.
- 3 декември – 24-тите Европейски филмови награди в Берлин.
- 18 декември – 16-ите награди Сателит в Лос Анджелис.

### Кинофестивали
- 20 – 30 януари – Сънданс 2011 в Парк Сити.
- 10 – 20 февруари – 61-ви фестивал Берлинале в Берлин.
- 4 – 13 март – София Филм Фест 2011 в София.
- 11 – 22 май – 64-ти фестивал в Кан.
- 31 август – 10 септември – 68-и фестивал в Венеция.
- 8 – 18 септември – 36-и фестивал в Торонто.

## Най-касови филми
| №   | Заглавие                                       | Филмово студио                              | Приходи        |
| --- | ---------------------------------------------- | ------------------------------------------- | -------------- |
| 1.  | „Хари Потър и Даровете на Смъртта: Втора част“ | Warner Bros.                                | $1 341 511 219 |
| 2.  | „Трансформърс 3“                               | Paramount Pictures                          | $1 123 794 079 |
| 3.  | „Карибски пирати: В непознати води“            | Walt Disney Pictures                        | $1 045 713 802 |
| 4.  | „Зазоряване - част 1“                          | Summit Entertainment                        | $712 205 856   |
| 5.  | „Мисията невъзможна: Режим Фантом“             | Paramount Pictures                          | $694 713 380   |
| 6.  | „Кунг-фу панда 2“                              | DreamWorks Animation                        | $665 692 281   |
| 7.  | „Бързи и яростни 5: Удар в Рио“                | Universal Studios                           | $626 137 675   |
| 8.  | „Ергенският запой: Част II“                    | Warner Bros.                                | $586 764 305   |
| 9.  | „Смърфовете“                                   | Columbia Pictures / Sony Pictures Animation | $563 749 323   |
| 10. | „Колите 2“                                     | Walt Disney Pictures / Pixar                | $559 852 396   |

## Награди
| Категория           | 69-и награди Златен глобус 15 януари 2012      | 69-и награди Златен глобус 15 януари 2012      | 65-и награди на БАФТА 12 февруари 2012                   | 84-ти награди Оскар 26 февруари 2012               |
| Категория           | Драма                                          | Мюзикъл или комедия                            | 65-и награди на БАФТА 12 февруари 2012                   | 84-ти награди Оскар 26 февруари 2012               |
| ------------------- | ---------------------------------------------- | ---------------------------------------------- | -------------------------------------------------------- | -------------------------------------------------- |
| Филм                | „Потомците“                                    | „Артистът“                                     | „Артистът“                                               | „Артистът“                                         |
| Актьор              | Джордж Клуни „Потомците“                       | Жан Дюжарден „Артистът“                        | Жан Дюжарден „Артистът“                                  | Жан Дюжарден „Артистът“                            |
| Актриса             | Мерил Стрийп „Желязната лейди“                 | Мишел Уилямс „Моята седмица с Мерилин“         | Мерил Стрийп „Желязната лейди“                           | Мерил Стрийп „Желязната лейди“                     |
| Режисьор            | Мартин Скорсезе „Изобретението на Хюго“        | Мартин Скорсезе „Изобретението на Хюго“        | Мишел Азанависиюс „Артистът“                             | Мишел Азанависиюс „Артистът“                       |
| Поддържащ актьор    | Кристофър Плъмър „Новаци“                      | Кристофър Плъмър „Новаци“                      | Кристофър Плъмър „Новаци“                                | Кристофър Плъмър „Новаци“                          |
| Поддържаща актриса  | Октавия Спенсър „Южнячки“                      | Октавия Спенсър „Южнячки“                      | Октавия Спенсър „Южнячки“                                | Октавия Спенсър „Южнячки“                          |
| Адаптиран сценарий  | „Полунощ в Париж“ Уди Алън                     | „Полунощ в Париж“ Уди Алън                     | „Дама, поп, асо, шпионин“ Бриджит О'Конър и Питър Страуг | „Потомците“ Александър Пейн, Нат Факсън и Джим Раш |
| Оригинален сценарий | „Полунощ в Париж“ Уди Алън                     | „Полунощ в Париж“ Уди Алън                     | „Артистът“ Мишел Азанависиюс                             | „Полунощ в Париж“ Уди Алън                         |
| Чуждестранен филм   | „Раздяла“                                      | „Раздяла“                                      | „Кожата, в която живея“                                  | „Раздяла“                                          |
| Анимационен филм    | „Приключенията на Тинтин: Тайната на еднорога“ | „Приключенията на Тинтин: Тайната на еднорога“ | „Ранго“                                                  | „Ранго“                                            |